# Rafel Cortès Fuster
Rafel Cortès Fuster, es Sastre xueta (Palma 1715-1796) fou un defensor de la igualtat de drets dels xuetes. Era net de Rafel Cortès Moyà, reconciliat per la Inquisició el 1678 i que amb les seves denúncies causà els sagnants actes de fe de 1691, i fill de Rafel Cortès Tarongí que inicià una sèrie de plets per poder exercir l'ofici de sastre contra el gremi corresponent, que continuà ell mateix i prosseguí el seu fill Antoni, perllongant-se per més de 30 anys.

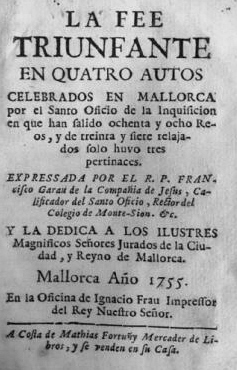
Portada de la segona edició de "La Fee triunfante..." 1755

L'any 1755, un grup de canonges i jesuïtes promogué la reedició de "la Fee Triunfante en quatro autos celebrados en Mallorca por el Santo Oficio de la Inquisición...", de Francesc Garau, que relatava els actes de fe de 1691, i juntament amb Tomàs Forteza i Jeroni Cortès, geperut, elevà una súplica al regent de la Reial Audiència de Mallorca, que aturàs la impressió i venda del llibre. El Regent ho ordenà i obligà a l'editor que lliuràs als sol·licitants els exemplars ja impresos. Finalment intervingué l'Inquisidor i obligà a entregar els exemplars al Sant Ofici que s'ocupà de la seva distribució i venda.

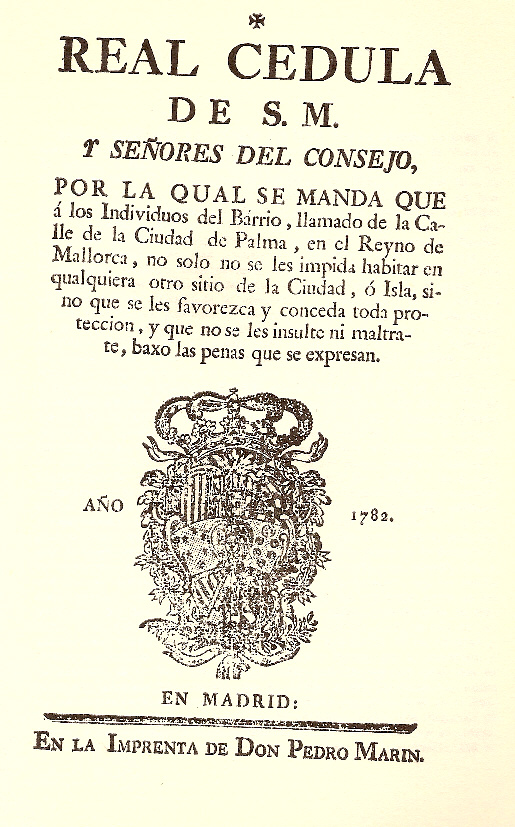
Primera Reial Cèdula sobre els xuetes 1782

Fou així mateix l'impulsor de la petició formulada el 1773 pels Diputats del Carrer, davant la cort de Carles III per sol·licitar la igualtat civil, militar i eclesiàstica dels xuetes, tot i que ell no fou diputat a causa de ser descendent de penitenciats per la Inquisició, exercí de representant d'aquests a la cort on es trasllada a viure per espai d'uns dotze anys. Dirigí amb solvència l'estratègia de la causa: obtingué des del principi la predisposició favorable de la major part de la cort, seleccionà la direcció jurídica, contactà amb significats membres del govern, mantingué entrevistes amb el Rei i diversos ministres, instà personalment l'acceleració dels tràmits o informà de l'incompliment de les pragmàtiques aprovades, així mateix gastà importants sumes per evitar la paralització del procés que la burocràcia estatal endarreria constantment i, com a conseqüència, s'aprovaren tres reials cèdules (1782, 1785 i 1788) que decretaren la no discriminació dels xuetes, tot i que en quedaren excloses de les seves determinacions els títols d'honor, els graus universitaris i els eclesiàstics.
Finalment, encara a Madrid, sol·licità la destrucció de les gramalletes exposades al convent de Sant Domingo, cosa que s'acordà per a tot el regne d'Espanya, tot i que no es va a dur a terme.
La perseverant activitat de Rafel Cortès portà a la cort, i fins i tot a la Suprema Inquisició, a reflexionar sobre la discriminació per raó de l'origen, i es proposà, tot i que no es concretà fins a la Constitució de Cadis, suprimir elements que la facilitaven a tot l'estat, com l'abolició dels gremis o l'esmentada supressió dels sanbenets i dels estatuts de neteja de sang. La coincidència de les dates també fa pensar que la iniciativa de Rafel Cortès pogués influir en la Pragmàtica sobre els Gitanos (1783), que en algun aspecte és més contundent que la dels xuetes.